# Bloc de la fidélité à la Résistance
 (avril 2024).
Si vous disposez d'ouvrages ou d'articles de référence ou si vous connaissez des sites web de qualité traitant du thème abordé ici, merci de compléter l'article en donnant les références utiles à sa vérifiabilité et en les liant à la section « Notes et références ».
Le bloc de la fidélité à la Résistance est l'un des cinq principaux blocs parlementaires au sein de l'assemblée nationale libanaise. Il comprend 14 députés membres ou proches du Hezbollah. Ce bloc fait partie de l'opposition anti-occidentale.
Il est présidé par le député de Nabatiyé, Mohammad Raad.

## Membres du Bloc
- Mohammad Raad (président - député chiite de Nabatiyé)
- Amine Cherri (député chiite de la 2e circonscription de Beyrouth)
- Mohammad Fneich (député chiite de Tyr)
- Hassan Hobballah (député chiite de Tyr)
- Hassan Fadlallah (député chiite de Bent-Jbeil)
- Pierrot Serhal (député maronite de Jezzine)
- Mohammad Haïdar (député chiite de Marjeyoun-Hasbaya)
- Ali Ammar (député chiite de Baabda)
- Ismaïl Succariyé (député sunnite de Baalbeck-Hermel)
- Kamel Rifaï (député sunnite de Baalbeck-Hermel)
- Ali Mekdad (député chiite de Baalbeck-Hermel)
- Naouar Sahili (député chiite de Baalbeck-Hermel)
- Jamal Takch (député chiite de Baalbeck-Hermel)
- Hussein Hajj Hassan (député chiite de Baalbeck-Hermel)